# Moritz Wilhelm Grebel
Moritz Wilhelm Grebel (* 10. Juli 1800 in Dresden; † 14. Januar 1853) war ein deutscher Mathematiker.

## Leben
Moritz Wilhelm Grebel war der Sohn des Dresdner Appellationsrats Dr. Johann Christoph Gebhard Grebel (1762–1814) und dessen Frau Johanna Christiana, einer Tochter von Johann Christoph Erdmann. Er besuchte das Gymnasium in Neustadt-Dresden sowie die Fürstenschule in Meißen und studierte von Ostern 1818 bis zum Michaelistag 1821 in Leipzig Mathematik und Physik. Im Winter 1821/22 setzte er seine Studien in Paris fort und kehrte zu Ostern 1822 nach Deutschland zurück, um das ihm übertragene Lehramt für Mathematik und Physik am evangelischen Gymnasium in Glogau anzutreten. Diese Stelle bekleidete er bis 1842. Während seiner damaligen Lehrertätigkeit verfasste er eine Abhandlung über die Messung der Berghöhen (De metienda montium altitudine ope barometri, Glogau 1823), eine Schrift über die kürzeste Dämmerung (De crepusculo minimo, Glogau 1826) sowie Lehrbücher über Teilgebiete der Mathematik (Gedrängte systematische Übersicht der Differential- und Integralrechnung, Glogau 1825; Die sphärische Trigonometrie, Glogau 1828).
1842 wurde Grebel als Professor und Oberlehrer der Mathematik an das Gymnasium von Zeitz berufen. Dort nahmen ihn die Pflichten seiner Stellung so sehr in Anspruch, dass ihm nur wenig Zeit für die schriftstellerische Tätigkeit und die Drucklegung eines schon früher niedergeschriebenen Traktats aus dem Gebiet der Optik (Über Linsengläser mit Rücksicht auf ihre Dicke, Zeitz 1843) blieb. Auch wurde er nun von verschiedenen körperlichen Leiden heimgesucht, denen er 1853 im Alter von 52 Jahren erlag. Grebel war verheiratet mit Amalie Caroline, geb. Krüger aus Neustädtel, mit der er drei Söhne und eine Tochter hatte.

## Schriften (Auswahl)
- Ueber Linsengläser mit Rücksicht auf ihre Dicke. Enthalten in: Jahresbericht des Königl. Stiftsgymnasiums in Zeitz: 1842/43, S. [1] - 32. (Digitalisat)
- Die complexen Werthe der Fundamental-Functionen in geometrischer Darstellung. 1851 (Digitalisat)